# Estigmatisme
|  | No s'ha de confondre amb astigmatisme. |

L'estigmatisme és la condició per la qual un sistema òptic dona imatges perfectes. En altres paraules, un sistema és estigmàtic si no presenta aberracions. Els sistemes estigmàtics no existeixen realment i són només una aproximació que s'obté sempre que es treballa dins el formulisme de l'òptica paraxial.